# La comedia inmortal
La comedia inmortal es una película de Argentina en blanco y negro dirigida por Catrano Catrani según el guion de Ulyses Petit de Murat y Tulio Demicheli que se estrenó el 9 de febrero de 1951 y que tuvo como protagonistas a Olga Zubarry, Juan Carlos Thorry, Pedro Quartucci y Judith Sulián.

## Sinopsis
Los amantes más famosos de la literatura universal ayudan a una bibliotecaria a concretar su amor por un joven.

## Reparto
- Olga Zubarry
- Juan Carlos Thorry
- Pedro Quartucci
- Judith Sulián
- Vicente Ariño
- Ricardo Lavié
- Leo Alza
- Enrique Fava
- María del Río
- Hilda Rey
- Enrique Abeledo
- Vivian Ray
- Américo Serini
- Aura Madrid
- Tato Bores
- Benita Puértolas
- Isabel Pradas
- Pedro Pompilio
- Mecha López
- Max Citelli
- Herminia Llorente
- Pablo Cumo
- Paquita Muñoz
- Juan Pecci
- Miguel Dante
- Aída Villadeamigo

## Comentarios
La crónica de El Mundo dijo sobre el filme:

”La idea de los argumentistas era atrayente….La realización es la que acusa los puntos más débiles del film.”

Por su parte Manrupe y Portela escriben:

”Un asunto totalmente fuera de lo común (Hamlet y Ofelia, Romeo y Julieta, Otelo y Desdémona, Pablo y Virginia, Margarita y Armando, Doña Juana y Doña Inés, Don Quijote, Sancho y Aladino saliento de los libros) con una realización standard. Un fil extraño rara vez revisado. Para prestar atención: los efectos especiales.”